# Black Ball Line (1817, Нью-Йорк)

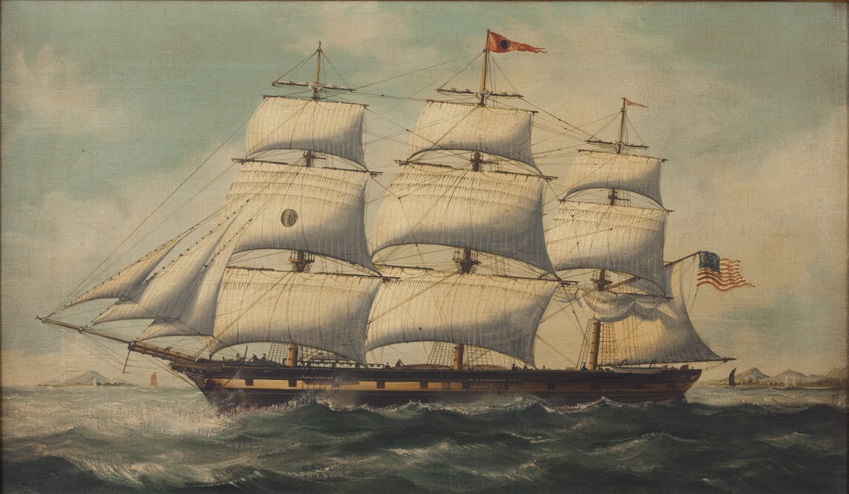
«Montezuma» — пакет-вітрильник компанії «Black Ball Line» зі своєю чорною міткою — чорне коло (black ball) на вітрилі

«Black Ball Line» — перша трансатлантична лінія за графіком — як сервіс за розкладом — породжена та заснована в місті Нью-Йорк у 1817 році групою комерсантів, більшість із яких були квакерами, на чолі з Джеремією Томпсоном. Також засновниками компанії були «Isaac Wright & Son» (Ісаака Райта і його нащадок — чи син чи онук), Френсіс Томпсон і Бенджаміна Маршалла. Усі були квакерами за винятком Бенджаміна Маршалла.

19 серпня 2011 року газета «Нью-Йорк таймс» писала:
«Black Ball Line», це звучить як щось із книги «Острів скарбів», почала перше у світі регулярне технічне обслуговування вантажних кораблів, за даними Енциклопедії Нью-Йорку.
Для свого трансатлантичного сервісу за розкладом «Black Ball Line» користувалася тільки вітрильними суднами — спочатку двох-щогловими пакет-вітрильниками, а з 1843 року почали переходити на трьох-щоглові пакет-вітрильники. Пакет-вітрильник — це вантажно-поштово-пасажирський двох- або трьох-щогловий вітрильний корабель, якій не мав гармат, а мав білі бортові смуги з чорними «фальшивими гарматними портами». Пакетбот — мав тільки одну чи дві щогли, у воєнні часи мав гармати і був зазначений для поштово-пасажирської служби і для постачання запасів.
Лінія, кораблі якої можна було пізнати по великому чорному колу в центрі марселя на передній щоглі і яка діяла між Нью-Йорком і Ліверпулем (Англія), втрималася до 1878 року і її закрито у 1879 році

## Засновники, інвестори та інші персони

### Початкові засновники
Деякі джерела пишуть, що було 5 початкових засновників, але схоже, що 5-м був не Вільям Томпсон, який не значився тоді як персона серед засновників, була тільки компанія «Isaac Wright & Son», де син, схоже, Вільям Томпсон, якого представляв його батько Френсіс Томпсон. 5-м, а краще казати першим серед п'яти був Джеремія Томпсон Старший — батько Джеремія Томпсона.
- Джеремія Томпсон Старший (або батько) — батько Джеремія Томпсона Молодшого, спочатку був у Нью-Йорку для заснування фірми, а потім повернувся у Велику Британію для заснування напрямку пакет-вітрильників на Австралію.
- Джеремія Томпсон — квакер, аболіціоніст, у 1801 році переїхав (емігрував) з Англії в Нью-Йорку до свого дядька з метою розгорнення сімейного вовняно-виробничого бізнесу (імпорт вовняних виробів з Англії в США, і налагодити експорт сировини бавовни в зворотньому напрямку). Він у 1817 році став першим, хто очолив «Black Ball Line». Він грав на тому, що як власники вантажів, так і пасажири, будуть готові платити вищу ціну в обмін на фіксовані дати відходу з порту, — якщо йому вдасться вдержати відповідний флот із завжди готовими кораблями в кожному порту. Його гра окупилася[2]. Мабуть Сміт Томпсон був його родичем і завдяки цьому контакти Джеремія виходили через Деніеля Д. Томпкінса на Джеймса Монро.
- Френсіс Томпсон (1778 чи 1779[4] — XIX ст.) — квакер. В одних джерелах зазначено, що Френсіс дядько Джеремія[5], в інших — брат Джеремія[6]. З 1815 року співвласник вітрильника «Pacific» разом з Ісааком Райтом[5]. Був одружений із дочкою Ісаака Райта.
- Ісаак Райт — народжений в Англії і оселившийся в Нью-Йорку, квакер, судновласник. Його вітрильні судна ще до «Black Ball Line» курсували між Нью-Йорком і Англією, проте не за розкладом. Судновласники Ісаак Райт і його син Вільям мали компанію «Isaac Wright & Son». Ісаак Райт ще в 1815 році був співвласником невеликого вітрильного судна «Pacific» і мабуть інших вітрильників обслуговуючих «Black Ball Line». У 1825 році Ісаак став одним із нових засновників Міського Національного банку (англ. City National Bank) та був його президентом з 1827 по 1832 рік. Спекулював бавовною і це закінчилося великими втратами для Джеремія Томпсона.
- Вільям Томпсон — таке ім'я носив пакет-вітрильник «Black Ball Line» і схоже, що це ім'я сина Френсіса Томсона і онука Ісаака Райта. Схоже він квакер і судновласник. Декілька джерел зазначають, що у Ісаака був син Вільям, бо пишуть «„Isaac Wright & Son“ (William)» чи «Френсіс Томпсон з Ісааком Райтом і його син». Схоже, що фірму «Isaac Wright & Son» треба переводити як Ісаак Райт і нащадок (son з англійської мови перекладається як син або нащадок), бо «Black Ball Line» мала вітрильник «William Thompson», який, схоже, носив ім'я сина Френсіса Томпсона і доньки Ісаака Райта (вони були одружені). Тоді схоже, що Ісаак не мав сина, бо в назві компанії зазначено «son», а не «sons» (один нащадок і не більше). Дуже сумнівно, що у 1816—1817 роках він був початковим засновником, бо його опікали тоді його батько Френсіс Томпсон і його дід Ісаак Райт. І він не значиться серед судновласників у ті роки.
- Бенджамін Маршалл — американець, імпортер текстилю до США, судновласник, оператор «Black Ball Line». Серед перших п'ятьох засновників компанії тільки він не був квакером. Пишуть, що йому належить ідея оперативного, надійного сервісу на вітрильних човнах, які вирушають і прибувають за розкладом незважаючи на те, що завантажені вони, чи ні[1]. Він був в «Black Ball Line» не довго.

### Покровителі або приховані засновники
Можна казати, що «Black Ball Line» була створена за підтримкою президента США і його команди з одного берега Атлантичного океану і від королівської сім'ї Британської імперії з другого берега. Не випадково, що разом з «Black Ball Line» Нью-Йорк став першим портом США, випередивши Бостон, Філадельфію й інші порти. «Black Ball Line» — це ще й показник потепління між США і Британською імперією. Не можуть такі компанії і лінії виростати невість із чого і без підтримки зовні. Тим більше, мабуть усі засновники «Black Ball Line» були народжені в Англії і переїхали до Нью-Йорка.
- Джеймс Монро — президент США з 1817 по 1824 роки, який колись був послом у дореволюційній Франції (революція була в 1794—1796 роки), послом в Англії з 1803 по 1808 рік, державним секретарем США з 1811 р. до 1814 і з 1815 р. до 1817 року.
- Деніел Д. Томпкінс
- Аріетта Мінтсорн Томпкінс (англ. Arietta Minthorn Tompkins) (31.07.1800 — 03.10.1837) — дочка Деніела Д. Томпкінса, яка у 1818 році була одружена з Гілбертом Ливингстон Томпсонсоном, син Сміта Томпсона[7][8], і мабуть таким чином Томпсони і Томпкінси стали родичами.
- Менгл Мінтсорн Томпкінс (1807—1881) — син Деніеля Д. Томпкінса і брат Аріетти Мінтсорн Томпкінс, яка у 1818 році була одружена з сином міністра військово-морського флоту США Сміта Томпсона. Мабуть таким чином Томпкінс став далеким родичем Блек-Боллерам Томпсонам?
- Сміт Томпсон (1768—1843) — міністр військово-морського флоту США з 1818 по 1823 роки. Асоційований член Верховного суду Сполучених Штатів з 1823 до своєї смерті в 1843 році[9]. У Суді Томпсон став затятим опонентом головного судді Джона Маршалла, який помер 6 липня 1835 року[10]. Син Сміта Томпсона в 1818 році був одружений з Аріеттою Мінтсорн Томпкінс, дочкою Деніеля Д. Томпкінса[7][8].
- Гілберт Ливингстон Томпсон (1800 — 04.07.1874) — син Сміта Томпсона, який в 1818 році був одружений з Аріеттою Мінтсорн Томпкінс (англ. Arietta Minthorn Tompkins) (31.07.1800 — 03.10.1837), дочка Деніеля Д. Томпкінса[7][8]. Мабуть Сміт Томпсон був родичем Джеремії Томпсона, Френсіса Томпсона.

### Інші персони, які були пов'язані з «Black Ball Line»
- Джеймс Кроппер — квакер та підприємець у Ліверпулі, один із перших брокерів і агентів «Black Ball Line» в порту Ліверпуль. Його ім'ям був названий обслуговующий «Black Ball Line» пакет-вітрильник «James Cropper»[11].
- Томас Волкер (1763—1842) — підприємець з виробництва тканини, цей бізнес вів із мамою, і судновласник. Він був родом із Гілдерсем, Лідс, Англія. Томас зі своєю першою дружиною Елізабет Джексон (1767—1800) переїхали в 1793 році в Нью-Йорк. Четверо дітей Волкера народилися в Нью-Йорці[11].
- Самюел Томпсон (1795—1855) — був родичем Джеремії Томпсона (1782—1855) (чи тут помилка в роках народження і смерті, чи було два Джеремія Томпсона заснувнавших цю «Black Ball Line»)[12] і був також пов'язаний із ним і з «Black Ball Line»[13]. Головний партнер судноплавної фірмі «Samuel Thompson's Nephew & Co.»[14].
- Келєб Гримшоу (19.08.1801 — 01.02.1847) — засновник і володарь фірми «Caleb Grimshaw and Co.» в Ліверпулі, яка стала ліверпульськими агентами «Black Ball Line». Мав родинні зв'язки з Самюелем Томпсоном — 10 березня 1824 року був одружен з Сарою Томпсон, подалі Сара (Томпсон) Гримшоу, сестрою Самюеля Томпсона[15]. Сара Томпсон була сестрою Самюела Томпсона.
- Сара Томпсон (померла 09.02.1833) — сестра Самюеля Томпсона, яка 10 березня 1824 року була одружена з Келєба Гримшоу[15].
- Джонатан Томпсон (1773—1846) — ставленик президента США Джеймса Монро на посаду колектора (збірника митних податєй) в порту Нью-Йорк в 1820—1829 роках.
- Вільям Генрі Вебб — суднобудівник, власник верфі «William H. Webb» в Нью-Йорку, судновласник.
- Чарльз Генрі Маршалл — американець, судновласник, оператор «Black Ball Line», син Александра Маршалла. Засновник «Black Ball Line»[16]. Його ім'ям названий останній пакет-вітрильник «Black Ball Line».
- Александр Маршалл — батько Чарльза Генрі Маршалла. Його ім'ям названий один із пакет-вітрильників «Black Ball Line».
- Чарльз Лемсон (англ. Charles Lamson) — судновласник, оператор «Black Ball Line».
- Джон В. Мейсен (англ. John W. Mason) (1820—1903) — партнер Самюела Томпсона в компанії «Samuel Thompson's Nephew & Co.», який також заснував бізнес із виробництва дротяних тросів і такелажу в асоціації з «Samuel Thompson's Nephew & Co.» в 1866 році[13].

## Партнерські компанії
Власники всіх нижчеперелічених компаній були також судновласниками суден (мали частку свого володіння на кожне конкретне судно, тобто совладельці судна) забезпечувавших сервіс «Black Ball Line».
- «Isaac Wright & Son» — оператори «Black Ball Line» в Нью-Йорку, брокери і вантажовідправники в Нью-Йорку, підприємці з імпорту англійського металу і експорту сировини бавовни з Сполучених Штатів.
 Судновласники Ісаак Райт і його нащадок, більш схоже онук ніж син, Вільям мали компанію «Isaac Wright & Son», і ще в 1815 році Ісаак Райт був співвласником невеликого вітрильника «Pacific», і мабуть пізніше іншими вітрильниками (англ. sister ships) «Courier» (1816) та «Amity» (1822), «James Monroe», які стали першими суднами «Black Ball Line». «Isaac Wright & Son» працювала на лінії Нью-Йорк — Англія ще до заснування «Black Ball Line», але це були не заплановані перевезення пасажирів і частково вантажів. «Isaac Wright & Son» виконувала також агентські функції в «Black Ball Line».
- «Goodhue and Swett» — компанія заснована в 1809 році в Нью-Йорку і працювала пакет-вітрильниками на трансатлантичних лініях. Обслуговувала як Кантонську фірму «Russel and Co.»[17]. У 1850 році компанія змінила назву на «Goodhue & Co.» і мала флаг схожий на флаг «Black Ball Line»[18]. Компанія також була частиною консорціуму, який управляв «Black Ball Line», і згодом злилася з «Charles H. Marshall and Co.», фінальним оператором «Black Ball Line»[17].
- «Messer's Cropper, Benson, Rathbone and Hodgkinson» — агенти «Black Ball Line» в Ліверпулі з 1817 року[11].
- «Samuel Thompson's Nephew & Co.» — уповноважені в ділах «Black Ball Line» і «Black Star Line», агенти пасажирських перевезень, підприємці з виробництва дротяних тросів і такелажу. Самюел Томпсон (1795—1855) — головний партнер судноплавної фірмі «Samuel Thompson's Nephew & Co.»[14] і далекий родич Джеремія Томпсона[12].
- «Caleb Grimshaw & Co.» — агенти «Black Ball Line» в Ліверпулі, Англія[11].
- «Charles H. Marshall and Co.» — фінальні оператори «Black Ball Line».
 Ця компанія з'явилася пізніше і очолював її Чарльз Генрі Маршалл (1837—1912), син Александра Маршалла (Бенджамін Маршалл чи з іншої сім'ї, чи родич). Поступово всі судна «Black Ball Line» потрапили до «Charles H. Marshall and Co.». З'явилася ця компанія не раніше 1835 року і не пізніше 1855 року. Ця компанія продовжувала будувати вітрильники на верфі «William H. Webb».

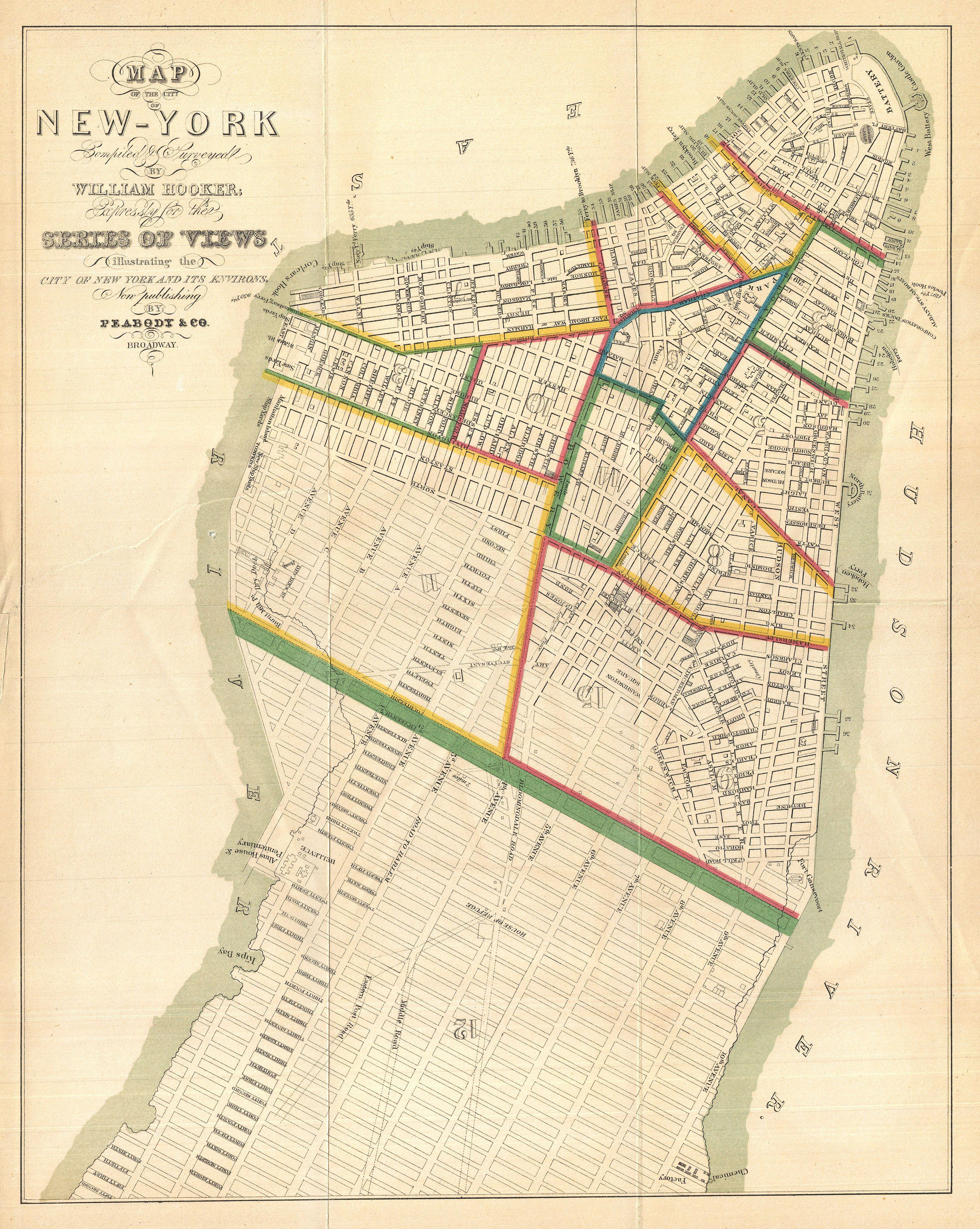
Десь близько до Corlears Hook Ісаак Вебб заснував верф «Isaac Webb & Co.», яка пізніше переїхала до Стентон вулиці (Stanton Street) і потім змінювала назви на «Webb & Allen» і «William H. Webb». Це карта Нью-Йорка 1831 року.

- «Charles Hill and Co.» — підприємці та брокери за адресою Шлях Ватерлоо 60 (англ. 60 Waterloo Rd.) в Ліверпулі. Так зазначено, що у 1855 році вони відправляли судна «Black Ball Line»[19].
- «William H. Webb» — верф у Нью-Йорку, яка будувала пакет-вітрильники для «Black Ball Line» і займалася регулярним технічним їх обслуговуванням.
Засновники «Black Ball Line» були знайомі з Вільямом Генрі Веббом, власником нью-йоркської верфі «William H. Webb», який був співвласником чи деяких, чи всіх побудованих ним суден для «Black Ball Line». Так Вильям Генрі Вебб мав 1/16 1/16 частини власності понад пакет-вітрильником «Isaac Webb».
«Нью-Йорк таймс» писала 19 липня 2011 року — «Black Ball Line» почала перше регулярне технічне обслуговування вантажних кораблів у світі, за даними Енциклопедії Нью-Йорку»[2]. Верф «William H. Webb» з 1843 року будувала судна для «Black Ball Line», а власник цієї верфі Вильям Генрі Вебб мав свою частку, як власник побудованих їм же вітрильників. Схоже що судна мали регулярне технічне обслуговування на цій верфі.
 Крім перших чотирьох обслуговуючих «Black Ball Line» вітрильників всі послідуючи, починаючи з 1843 року, були пакет-вітрильниками побудованими на верфі «William H. Webb». Властником цієї верфі і суднобудівником був Вільям Генрі Вебб, син першо-засновника цього сімейного бізнесу Ісаака Вебба. Ісаак помер у 1840 році, до червня місяця, і для компаній «Black Ball Line» партнером з суднобудування став його син Вільям Генрі Вебб зі своєю верф'ю «William H. Webb». Вильям Генрі Вебб «народився математиком» в епоху, коли суднобудування вважалося такою ж мірою мистецтво як наука[20], приніс нові рівні професіоналізму до корабельного ремесла через своє об'єднання мистецтва дизайну з дисципліною обережних математичних розрахунків. З цієї причини, Вільям позначений як перший справжній морський архітектор Америки.[21]

## Історія

### Міжнародна ситуація і перша зустріч майбутніх засновників «Black Ball Line»

#### 1815 рік
- Джеймс Монро знову став державним секретарем США в 1815 році і займав цю посаду з 1815 до 1817 роки.
- 3 березня 1815 року Конгрес Сполучених Штатів прийняв закон, який забороняв будь-якому іноземному судну доставляти товари в Америку (США), окрім як від країни, до якої воно належить. Цей акт був законодавчою зброєю, яку нещадно використовуючи США протягом декількох років отримали можливість отримати від кожної іноземної держави договір про взаємність у торгівлі, щоб зламати, один за іншим, сутяжніческі перешкоди з іноземного права на безкоштовне підприємство американських громадян до балансової торгівлі світу[22]. Завдяки цьому закону в США почався розвиток суднобудування і підприємства з іноземної торгівлі. Мала сенс торгівля судноплавних компаній обидвох держав на лінії між портами цих держав. Ось чому, для відкриття і процвітання свого бізнесу деякі члени англійських родин емігрували в США, щоб заснувати сімейний бізнес у США з судами побудованими в США, тоді як інші члени цієї ж родини засновували зустрічний бізнес в Англії, якби компаніями різних держав. Компанії були дійсно різні за назвою, але тісні за зв'язками і давали добрі результати.
- Побудований у 1815 році вітрильник «James Monroe» був названий на честь Джеймса Монро[1], і мабуть сам Джеймс Монро чи його родичі були учасниками чи співвласниками цього вітрильника. Вітрильник могли назвати і в честь його племінника Джеймс Монро (сина його брата, державного секретаря США Монро), який пізніше став видним політиком Нью-Йорка.
- Губернатор Нью-Йорка Даніел Д. Томпкінс заснував в 1815 році поселення вздовж східного берега острову Стейтен-Айленд і в зоні поруч з існуючою карантинною станцією порту Нью-Йорк. Поселення стали звани на його честь — Томпкінсвілл (англ. Tompkinsville) (укр.: Поселення Томпкінса)[23].
- Наполеонівська Франція програла в червні 1815 року.
- У 1815 році Бенджамін Маршалл повертався в Нью-Йорк із туру європейських міст на вітрильному судні і йому доводилося миритися з усіма незручностями в каюті і невизначеностями мореплавання. На судні були попутники Френсіс Томпсон, його брат Джеремія і Ісаака Райта. Результатом цієї випадкової зустрічі подалі стало формування знаменитої «Black Ball Line»[24]. Серед попутників були судновласники, комерсанти з продажу вовни, текстилю і планувалось вивозити з США сировину бавовни.

#### 1816 рік
- На президентських виборах 1816 року Джеймс Монро мав підтримку від Нью-Йорка — його підтримував губернатор Нью-Йорка Деніел Д. Томпкінс[25]. Джеймс Монро переміг на виборах і в наступнім році став президентом США з 1817 до 1825 року. Даніел Д. Томпкінс був обраний віцепрезидентом Сполучених Штатів[23].

#### 1817 рік
- Джеймс Монро зайняв пост президента Сполучених Штатів з 1817 до 1825 року.
- Даніел Д. Томпкінс зайняв пост віце-президента Сполучених Штатів і також вступив на цій пост в 1817 році[23].
- Джон Квінсі Адамс, колишній посол у Росії в часи наполеонівських війн, став державним секретарем Сполучених Штатів з 1817 до 1825 роки[26].
- Недалеко від Томпкінсвілл, по-сусідству, в 1817 році Даніел Д. Томпкінс побудував док вздовж берегової лінії і почав пропонувати щоденне поромне сполучення на пароплавах між Стейтен-Айлендом і Мангеттеном[23].

### «Black Ball Line» Джеремії Томпсона

#### 1817 рік
«Black Ball Line» була створена в квітні 1817 року, коли вона мала три корабля з кораблями спочатку мав намір виходити в реси по черзі, а не за встановленим графіком.
До жовтня 1817 року, до початку діяльності «Black Ball Line», регулярні перевезення вантажів і пасажирів через Атлантику не завжди були такими, як сьогодні. Суднам вдавалося виходити в рейс в абсолютно непередбачуваний час. Якщо судно було завантажено тільки наполовину, воно могло залишитися в гавані протягом тижня або двох очікуючи більше вантажу. Мало того, що це коштує грошей вантажовідправників, але пасажири також повинні були бути готові до виходу в рейс у будь-який момент.
Все це змінилося в жовтні 1817 року, коли «Black Ball Line» вирішила створити політику регулярних рейсів. 24 жовтня 1817 року «Black Ball Line» купила вітрильник «James Monroe» 1815 року, який став 4-м пакет-вітрильником «Black Ball Lane». Ций додатковий вітрильник дозволив кораблям «Black Ball Line» виходити в реси за встановленим графіком. Спочатку «Black Ball Line» стала відома за революційну ідею імпортера текстилю Бенджаміна Маршалла — ідею оперативного, надійного сервісу на вітрильних човнах, які вирушають і прибувають за розкладом незважаючи на те, що завантажені вони, чи ні. Початковий план пояснював, що судно повинно виходити з Нью-Йорка 5 числа кожного місяця, а 1-го числа кожного місяця судно покине Ліверпуль. Так сумнозвісна «Black Ball Line» почала заплановані рейси з нового пірсу Нью-Йорка у 1817 році пакет-вітрильником «James Monroe».
У 1817 році «Evening Post» пишався, що командири всіх цих суден були «люди з великим досвідом і енергією». Ця стаття також припусла, що «регулярність їх часу відхода … зробить їх дуже бажаними можливостями для транспортування товарів». Це, звичайно, виявилося досить вірно. Завдяки інноваціям «Black Ball Line», Нью-Йорк став першокласним портом, затьмарюючи Бостон та Філадельфію.
З початку заснування «Black Ball Line» у 1817 році, коли з'явилися оголошення в Ліверпульському Mercury, її агентами в Ліверпулі в ті ж дні стали «Messer's Cropper, Benson, Rathbone and Hodgkinson». Кроппер і Бенсон були квакерами і членами Hardshaw West Meeting, так само як і Калеб Гримшоу.
Так у 1817 році була заснована перша регулярна трансатлантична компанія, яка діяла близько 60 років. Цей сервіс отримав свою назву від прапора компанії — чорна куля на червоному тлі. На вітрильних суднах компанії одне вітрило на фок-щоглі мало чорну мітку — чорне коло.

#### 1818 рік
Пакет-вітрильник «James Monroe» прибув у Ліверпуль (Англія) 2 лютого 1818 року, респектабельний відрізок часу до сезону, особливо в порівнянні з більшістю інших суден, які бігали в ті часи.
3 березня 1818 року почався зворотній рейс, але корабель був змушений повернутися в Ліверпуль на ремонт після шторму в Ірландському морі.
У квітні 1818 року укладено угоду про права США і Британської імперії на рибальські угіддя.

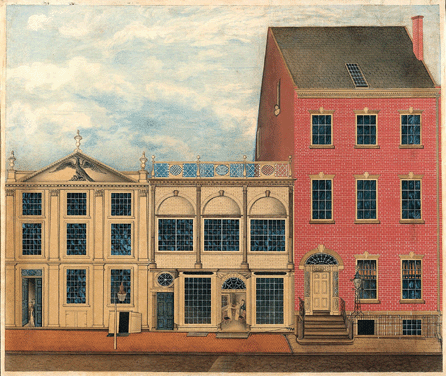
Нью-Йорк, Фултон Стріт, 1819 рік.

«James Monroe» повернувся в Нью-Йорк лише за тиждень до свого наступного запланованого відбуття.
E цілому, протягом першого року експлуатації Блек Боллери (англ. Black Ballers), так прозвали судна «Black Ball Line», в середньому потребували для перетину Атлантики 25 днів на східному напрямку (Нью-Йорк — Ліверпуль) і 43 дня на західному напрямку (Ліверпуль — Нью-Йорк). Через перенасичення доставки через Північну Атлантику прибуток був низький у перші три роки сервісу і витрати не були повернені до 1821 року, ось чому наступний регулярний пакет-сервіс був встановлений «Новою Лінією» (англ. «New Line»), подалі змінила назву на «Red Line Star».

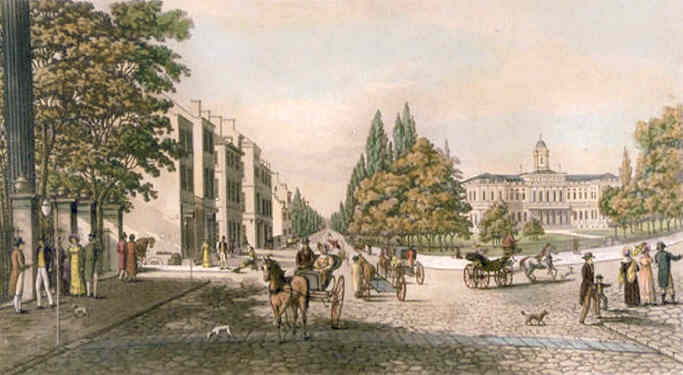
Нью-Йорк, Бродвей і Сіті Холл Парк, 1819 рік.

17 червня 1818 року донька Деніеля Д. Томпкінса Аріетта Мінтсорн Томпкінс (1800—1837) була одружена з Гілбертом Ливингстон Томпсоном (1800—1874), який був сином Сміта Томпсона поставленого в 1818 році президентом Джеймсом Монро на пост міністра військово-морського флоту США. Схоже, що Томпсони, які заснували «Black Ball Line», були родичами Сміта Томпсона і тоді через шлюб Аріетти і Гілберта стали далекими родичами Деніеля Д. Томпкінса, який був правою рукою президента Джеймса Монро.
20 жовтня 1818 року в Лондоні підписали англо-американську конвенцію 1818 року, договір 1818 року (англ. Treaty of 1818), визначивший кордон між незалежними США і центральною частиною Британської Північної Америки.

#### Регулярні трансатлантичні рейси і конкуренти
З 1820-х років до 1840-х років включно регулярні трансатлантичні рейси проводилися цілий рік із вулиці Південна в Нью-Йорці до Ліверпуля (Англія) і назад.
Президент США Джеймс Монро назначив Джонатана Томпсона колектором порту Нью-Йорк улистопаді 1820 року. Джонатан займав цю посаду до 1829 року, коли був віддален президентом США Ендрю Джексоном. Дуже цікаво, що з 1820 року почався пік розвитку першої трансатлантичної компанії пакет-вітрильників за графіком «Black Ball Line» засновниками якої були Джеремія Томпсон, Френсіс Томпсон і ще декілька квакерів, — але не тільки вони. Цікаво, що один із пакет-вітрильників цієї компанії був вітрильник «James Monroe».
Перша судноплавна компанія, яка взяла концепцію «Black Ball Line», була заснована у 1817 році під назвою «Byrnes, Trimble & Co.». Лінія цієї компанії під назвою «Red Star Line» (також відома за назвою «Red Star Packet Line») почала працювати з 1822 року між портами Нью-Йорк — Ліверпуль. Первісне оголошення нової конкуренції для «Black Ball Line» прийшло на початку січня 1822 року від «Byrnes, Trimble & Co.» і їх «Red Star Line», яку також стали звати «New Line» («Нова Лінія») чи «Second Line» («Друга Лінія»). А «Black Ball Line» стали також звати «Old Line» («Стара Лінія»).
Вітрильні пакетботи «Black Ball Line» виходили в рейси між Нью-Йорком і Ліверпулем раз на місяць. Це був перший регулярний судноплавний шлях у Сполучені Штати. Лінія спочатку складалася з чотирьох пакет-вітрильників: «Amity», «Courier», «Pacific» і «James Monroe». Усі ці судна бігали між Ліверпулем (Англія) і Нью-Йорком.

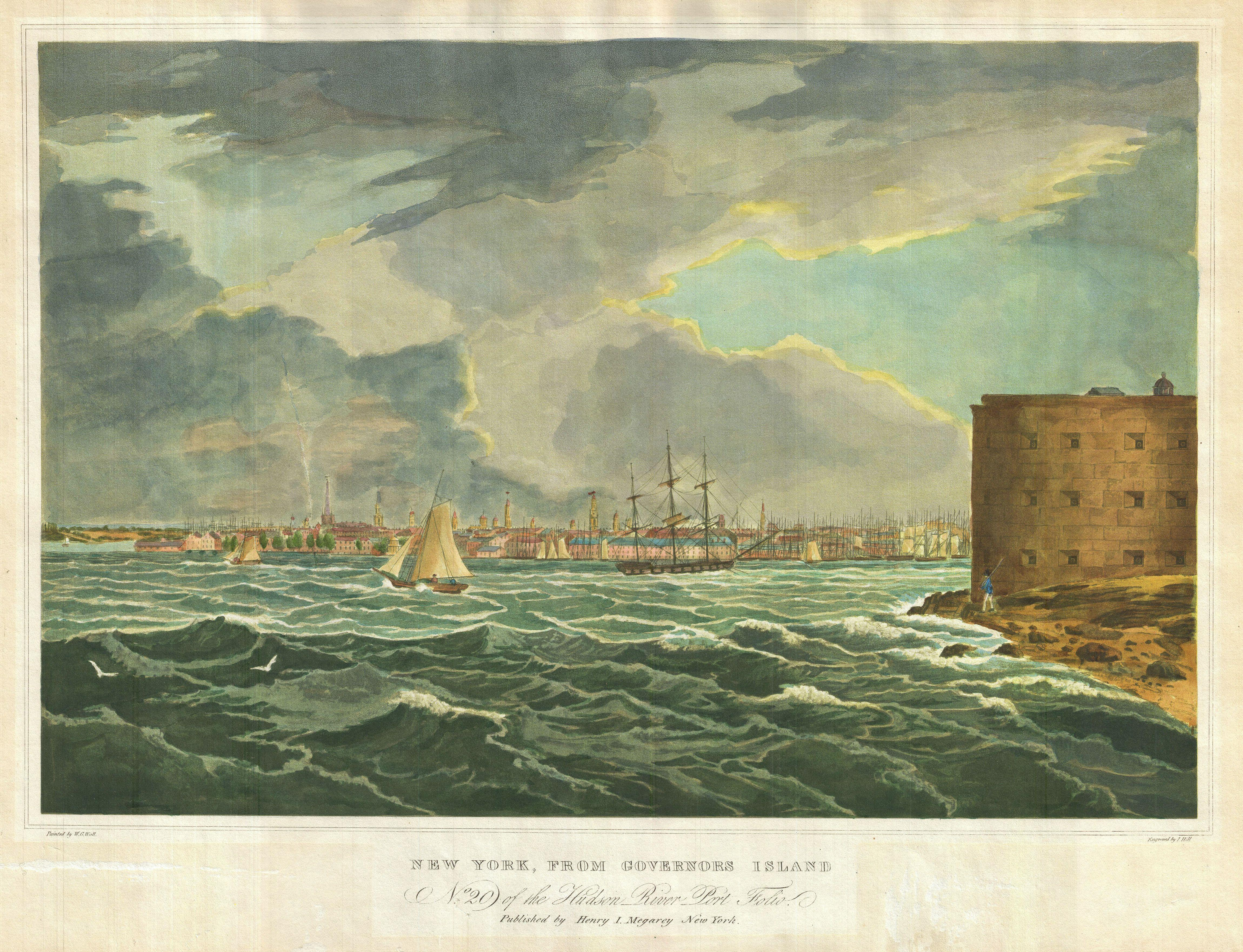
Вид Нью-Йорку з річки Гудзон. 1825 рік.

У 1822 році «Red Star Line» також почала рейси між Нью-Йорком і Ліверпулем чотирма пакет-вітрильниками, і також щомісячно її судна виходили 25-го кожного місяця з Нью-Йорка, а з Ліверпуля 12-го. У 1823 році «Red Star Line» змінила дати на 24-те і 8-ме.
К 1824 року Нью-Йорк хвалився десятками пакет-послуг у напрямках на декілька європейських портів і кожен значний американський порт. Нью-Йорк, абсолютно домінуючи в американській зовнішній торгівлі, далеко випередив своїх суперників Бостон, Балтимор та Філадельфію. Пакет-обслуговування було настільки ефективно, що британці відмовилися від своїх канадських поштових пакетів, відправляючи пошту через прибережні пакети в Нью-Йорк. Таке безперервне змагання за швидкість допомогло вивести військово-морську архітектуру для розробки швидкого, більш великого судна — процес, який у кінцевому підсумку вивів на будівництво великих кліперів.
У 1825 році Ісаак Райт став одним із нових власників Міського Національного банку (англ. City National Bank) Нью-Йорка, який був заснований у 1812 році. Іншими підприємцями банку були квакер Вільям В. Фокс (англ. William W. Fox), який пізніше стане президентом «New York Gas Light Company», і Бенджамін Маршалл, один із засновників «Black Ball Line».
У 1827 році Джеремія Томпсон вважався найбільшим судновласником у країні. Вірніше, він був найбільшим експортером бавовни в ті роки до 1827 року. Масштаб бізнесу був настільки великий, що на загальну думку це зробило його третім за величиною законопроєктом у Сполучених Штатах. Джеремія Томпсон, людина «великий, добрих пропорцій розмірів», тепер стала «шанована так високо», що він став клерком Щорічних Мітінгів у Нью-Йорку (англ. New York Yearly Meeting).
«The New England Palladium» 16 лютого 1827 року пропонує можливо чітке формулювання Джеремія Томпсона історичного значення:
Я вважаю комерцію лінейними суднами з визначеними датами винахідом віку і такою близькою за важливостю, як навігація пароплавами, і в результаті Нью-Йорк має вигоду тому, що очоливши прийняв це так, як Великий канал.
Томпсон мав на увазі канал Ері, який вів від Нью-Йорка до Великих озер.

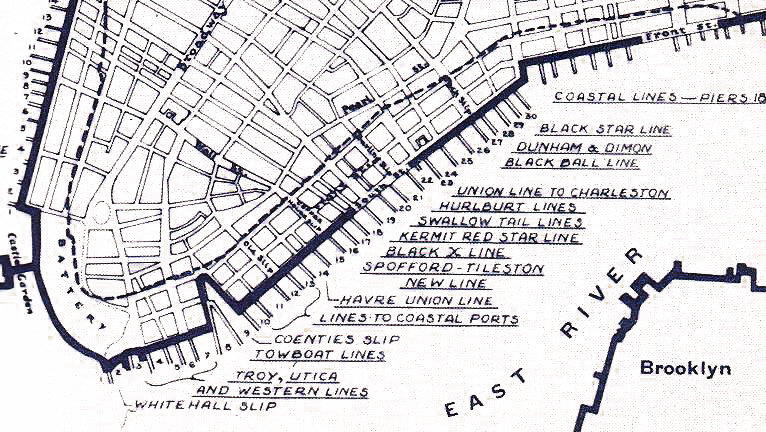
Карта порту Нью-Йорка, південний край острова Мангеттен, у 1851 році. Жирною ламаною лінією відзначається набережна нижче City Hall Park у 1784 році. Площа була забудована до 1820 року. Доки «Black Ball Line» знаходяться у верхній частині малюнка.

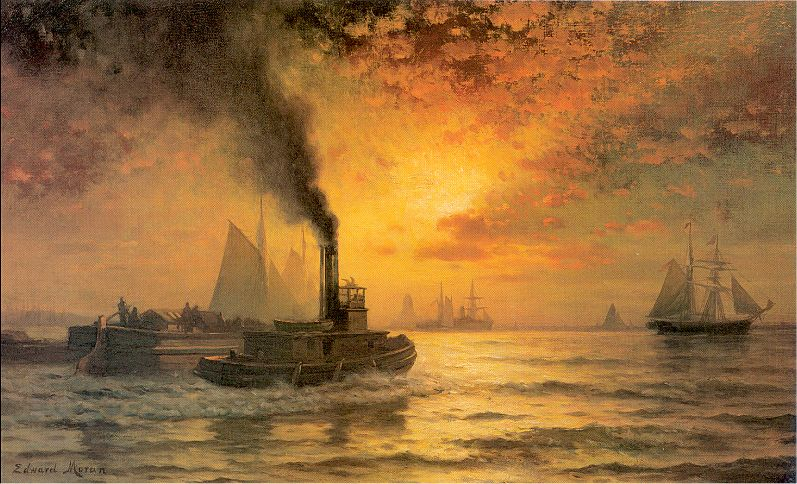
Гавань Нью-Йорка. 1860 роки.

Навесні 1829 року Джонатан був знятий з посади колектора порту Нью-Йорк президентом США Ендрю Джексоном.
Менгл Мінтсорн Томпкінс, син Даніеля Д. Томпкінса і брат дружини одного з Томпсонів, був американським політиком у Нью-Йорці. У 1833 і 1834 роках Менгл Мінтсорн Томпкінс був членом законодавчих зборів (New York Co.) в штаті Нью-Йорк.
1835 рік — помер Джеремія Томпсон, який ніколи не був одруженим. У 1835 році в Нью-Йорку сталася Велика пожежа. Чи зазнали пошкодження будівлі та споруди «Black Ball Line» та пов'язані з нею компанії.

### «Black Ball Line» Чарльза Маршала
1836 рік (чомусь у цих джерелах вказаний 1836 рік, але Чарльз Генрі Маршалл народився в 1837 році) — компанія «Charles H. Marchall & Co.» стала наступницею першозасновникам «Black Ball Line», але прапор компанії став прямокутним і також мав чорне коло на червоному фоні. Ім'я лінії «Black Ball Line» залишилось і штаб-квартира також Нью-Йорк. Ця компанія становиться оператором «Black Ball Line».
У 1840 і 1841 роках Менгл Мінтсорн Томпкінс був членом Сенату штату Нью-Йорк (від Першого округу) від демократів.
Незважаючи на те, що було принаймні чотири судноплавних компаній, які взяли участь у цьому бізнесі, «Black Ball Line» і «Swallowtail Line» мабуть найвідоміший із них.
У 1848 року на трансатлантичній арені з'явилася «New York & Liverpool United States' Mail Steamship Company», яка стала більш відомою як «Collins Line». Пароплави цієї компанії також працювали на лінії Ліверпуль — Нью-Йорк і головним суперником «Collins Line» стає нью-йоркська «Black Ball Line».
Менгл Мінтсорн Томпкінс, який вже декілька разів був начальником порту Нью-Йорк, десь у 1869 році став Президентом колегії начальників порту.
У 1873 році вже з'являлися збиткові компанії, наприклад «American Steamship Company» на лінії «American "Keystone" Line», тому що більш високі витрати були пов'язані з роботою суден під американським прапором.
«Black Ball Line», чиї кораблі були пізнавані по великому чорному колу в центрі марселя на передній щоглі, проіснувала до 1878 року. Причинами її закриття були відкриття більш вигідних пароплавних трансатлантичних ліній. «Black Ball Line» була однією з найвідоміших і найсильніших трансатлантичних ліній вітрильних кораблів у свій час.

#### Інша «Black Ball Line»і кінець обидвох «Black Ball Line»
У 1852 році була заснована британська компанія «Black Ball Line» в Ліверпулі, яка діяла на лінії Ліверпуль — Австралія, а потім також її пароплави ходило до Індії, Криму, Китаю, Нової Зеландії. Ліверпульська «Black Ball Line» впала в кризу і почала продавати свої судна з 1866 року. Вона проіснувала до 1872 року. Обидві «Black Ball Line» були пов'язані, бо головний засновник нью-йоркської «Black Ball Line» Джеремія Томпсон був із Йоркшира, Англія. Та й нова ліверпульська «Black Ball Line» не працювала в напрямку Англія — США, на якому працювали судна американської «Black Ball Line».

## «Black Ball Line» і фольклор
«Black Ball Line» згадується в декількох морських піснях «шанті» (фольклорні пісні, які співали моряки), як-от «Blow the Man Down», «Homeward Bound» і «Hurrah for the Black Ball Lin.».

## Судна «Black Ball Line» (США)
У таблиці вказані рік покупки засновниками компанії перших 4 суден — може це і є рік спуску на воду, а може й ні. Схоже, що James Monroe був побудований у 1815 році, але в компанію увійшов наприкінці 1817 року тому, що зазначається четвертим судном на першій лінії після Pacific, Amity, Courier.
| Рік будівлі | Назва              | Брутто регістровий тоннаж | Побудований на верфі        | Статус / Доля |
| ----------- | ------------------ | ------------------------- | --------------------------- | --- |
| 1815        | Pacific            |                           |                             | Судновласники «Isaac & Son». Уже у 1815 році ходив між Новим і Старим Світами, але тоді не за графіком.               |
| 1816        | Amity              | 382 BRT                   | Нью-Йорк                    | 24 квітня 1824 року викинутий на берег біля Manasquan.                                                                |
| 1817        | Courier            |                           |                             | |
| 1815        | James Monroe       |                           |                             | 24 жовтня 1817 року став 4-м пакет-вітрильником «Black Ball Lane». У 1850 році сів на мілину біля узбережжя Тасманії. |
| 1822        | James Cropper      |                           |                             | |
| 1843        |                    | 924 BRT                   | «William H. Webb», Нью-Йорк | 18 травня 1854 року викинутий на берег у Нью-Йорку.                                                                   |
| 1844        | Yorkshire          | 996 BRT                   | «William H. Webb», Нью-Йорк | У лютому 1862 року втрачений під час рейсу з Нью-Йорка.                                                               |
| 1845        | Fidelia            | 895 BRT                   | «William H. Webb», Нью-Йорк | |
| 1846        | Columbia           | 1050 BRT                  | «William H. Webb», Нью-Йорк | |
| 1847        | Isaac Wright       | 1129 BRT                  | «William H. Webb», Нью-Йорк | Пожежа 23 грудня 1858 року on the Mersey і затонув.                                                                   |
|             | Orpheus            |                           |                             | |
|             | New York           |                           |                             | |
| 1850        | Manhattan          | 1299 BRT                  | «William H. Webb», Нью-Йорк | Утік 14 березня 1863 року з Ліверпуля і на шляху до Нью-Йорка зник.                                                   |
| 1851        | Isaac Webb         | 1359/1497 BRT             | «William H. Webb», Нью-Йорк | У зв'язку з розпуском «Black Ball Line» перейшов до «Charles H. Marshall & Co.» і затонув 25 жовтня 1880 року.        |
| 1851        | Great Western      | 1443 BRT                  | «William H. Webb», Нью-Йорк | |
|             | Eagle              |                           |                             | |
|             | Orbit              |                           |                             | |
|             | Nestor             |                           |                             | |
|             | William Thompson   |                           |                             | |
|             | Albion             |                           |                             | |
|             | Canada             |                           |                             | |
|             | Britannia          |                           |                             | |
| 1854        |                    | 1383 BRT                  |                             | Затонув 31 грудня 1875 року після зіткнення в Північній протоці (Ірландський канал).                                  |
| 1855        | James Foster, Jr.  | 1410 BRT                  | «William H. Webb», Нью-Йорк | У 1881 році значився як «Hudson» і продали германським власникам.                                                     |
| 1855        | Neptune            | 1406 BRT                  | «William H. Webb», Нью-Йорк | У квітні 1876 року вискочив на узбережжя Нової Шотландії і зламався.                                                  |
| 1860        | Alexander Marshall | 1177 BRT                  | «William H. Webb», Нью-Йорк | У 1869 році затонув у Північній Атлантиці.                                                                            |
| 1869        |                    | 1683 BRT                  | «William H. Webb», Нью-Йорк | У 1887 році продали в Норвегію як «Sovereign» і 20 березня 1891 року загорівся в час завантаження вугілля.            |